# Централни споменик НОР-а у Сурдулици
Централни споменик НОР-а се налази у градском парку у Сурдулици, подигнут 1961. године и дело је вајара М. Живковића.

## Положај и опис парка
Парк се налази у Улици Томе Ивановића у Сурдулици и заузима укупну површину од око 8100 квадратних метара. Обухвата зелену површину са листопадним и четинарским дрвећем, ниским растињем и уређеним травњацима и шеталишта са клупама, баштенским намештајем, реновираним спомен обележјем, инсталираном перголом, новом електричном инсталацијом и парковским осветљењем, местима за одмор, дечијим игралиштима, мобилијарима, фитнесом под ведрим небом. 

## Опис споменика
Централни споменик се састоји од вертикалног елемента димензија 2,8х8m, дебљине зида 80cm, обложеног правилним резаним плочама од чврстог сивог камена гранита, који се уздиже из изломељеног степенасто постављеног платоа. На платоу се налази низак постамент постоље за монументалну бронзану скулптуру, која се састоји од три фигуре ратника у величини већој од природне, висине око 3m.